# Gallopamil
Gallopamil ist ein Arzneistoff aus der Gruppe der  Calciumantagonisten. 

## Eigenschaften
Gallopamil ist ein Calciumantagonist vom Verapamil-Typ. Sein Wirkmechanismus beruht darauf, dass der Einstrom von Kalziumionen in die Muskelzellen des Herzens und der Blutgefäße blockiert wird, weswegen sich die Blutgefäße weiten und auch der Herzmuskel selbst entspannt wird.
Gallopamil liegt als Racemat vor.

## Verwendung
Gallopamil wird in der Medizin zur Behandlung von Herz-Kreislauferkrankungen, besonders bei Erkrankungen der Koronargefäße, z. B. Angina Pectoris, Herzrhythmusstörungen oder Bluthochdruck eingesetzt.

## Handelsnamen
Procorum (D; ehemaliger Handelsname, wurde im April 2012 vom Hersteller Abbot in Deutschland vom Markt genommen)